# Hendrik Samuel Witbooi

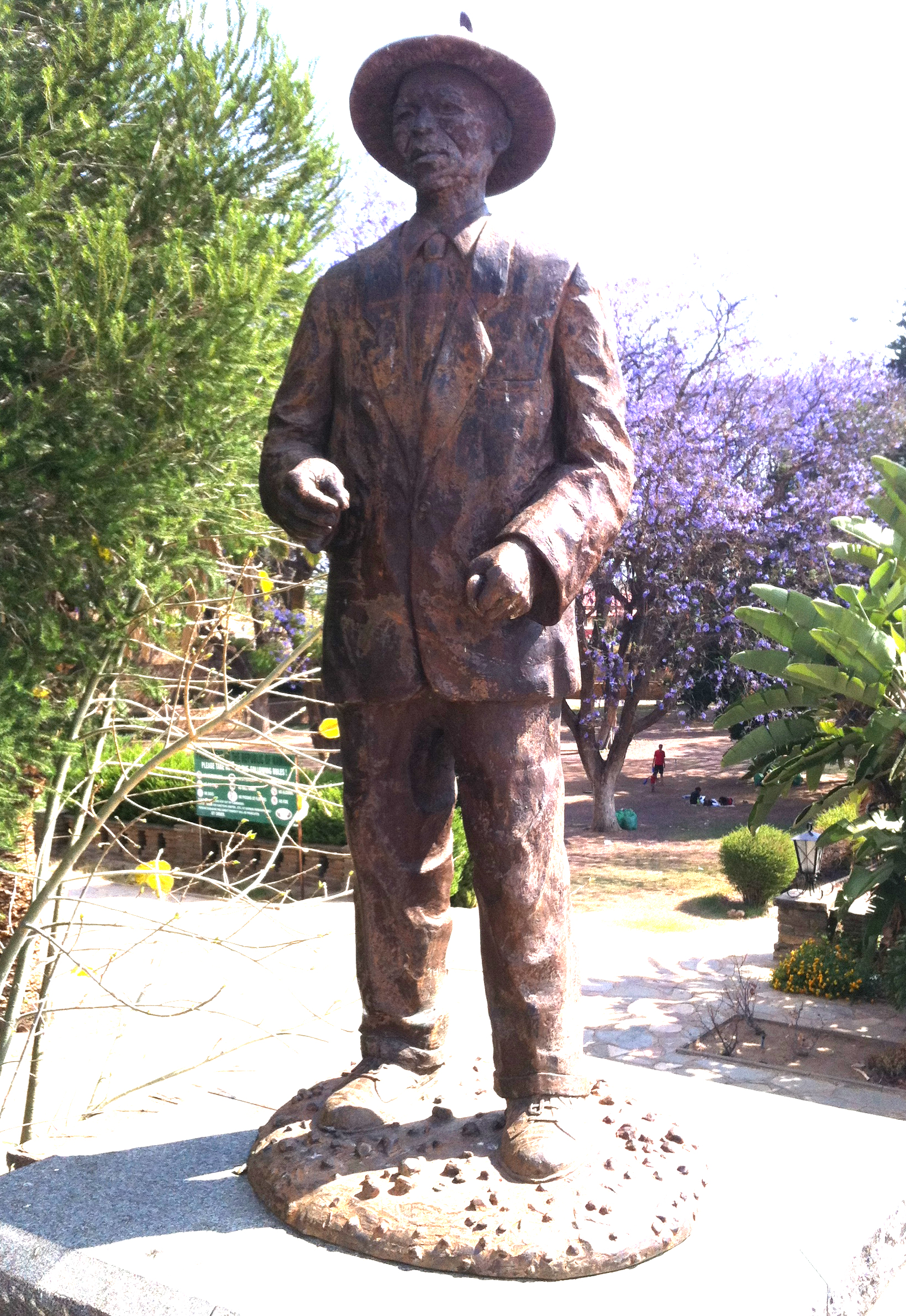
Statue von Hendrik Samuel Witbooi im Garten des Tintenpalasts in Windhoek

Hendrik Samuel Witbooi, eigentlich ǃGae-nub ǃNagamab ǃNansemabKlicklaut (* 1. Juni 1906 in Gibeon, Deutsch-Südwestafrika; † 29. Juli 1978 bei Gibeon in Südwestafrika), war von 1955 bis zu seinem Tod 1978 der Kaptein des Nama-Clans der Witbooi.
Witbooi war Enkel von Hendrik Witbooi, der maßgeblich im Aufstand der Herero und Nama gegen die Schutztruppe für Deutsch-Südwestafrika involviert war. Er war als Kaptein Nachfolger seines Onkels David Witbooi.
Er erarbeitete, gemeinsam mit Hosea Kutako, eine Petition für die Vereinten Nationen im Jahr 1947, wonach Südwestafrika unter britische Verwaltung gestellt werden sollte. Sie wurde am Hererotag des Jahres vorgestellt und durch Pastor Michael Scott der UNO überbracht. 1956 wandte sich Witbooi erneut an die UNO um im Namen der nicht-europäischen Einwohner des Landes zu sprechen. Gemäß dem Ergebnis lehnten die Vereinten Nationen eine Teilung des Landes ab und erweiterten ihr eigenes Mandat um mehr als ein Jahr.
Hendrik Samuel Witbooi gilt als wichtige Persönlichkeit des namibischen Befreiungskampfes. Er wurde unter anderem durch eine Statue im Parlamentsgarten des Tintenpalasts geehrt.